# Senqu Local Municipality
Senqu (englisch Senqu Local Municipality) ist eine Lokalgemeinde im Distrikt Joe Gqabi der südafrikanischen Provinz Ostkap. Der Sitz der Gemeindeverwaltung befindet sich in Lady Grey. Bis 1994 gehörte ein Teil des Gemeindegebietes zum ehemaligen Homeland Transkei. Bürgermeisterin ist Nomvuyo Patricia Mposelwa.
Senqu ist der Sesotho-Name des Flusses Oranje, an dem die Gemeinde liegt.
Im Gemeindegebiet befindet sich der 3001 Meter hohe Ben MacDhui.

## Städte und Orte
| - Barkly East - eNtsimekweni - Esilindini - Herschel - Kwezinaledi - Lady Grey - Magalagaleni - Mareteng - Mayireni | - New Rest - Rhodes - Sekotong - Sterkspruit - Steve Tshwete - Tienbank - Voyizane - Walaza |

## Bevölkerung
Im Jahr 2011 hatte die Gemeinde 134.150 Einwohner. Davon waren 97,3 % schwarz, 1,2 % Coloured und 1,1 % weiß. Erstsprache war zu 73,6 % isiXhosa, zu 20 % Sesotho, zu 2,4 % Afrikaans und zu 1,3 % Englisch.